# Youlia Fedossová
Youlia Fedossová (* 1. července 1988, Novosibirsk, Rusko tehdy Sovětský svaz) je francouzská profesionální tenistka ruského původu.
Jejím nejvyšším umístěním na žebříčku WTA ve dvouhře bylo 107. místo (13. srpen 2007) a ve čtyřhře 191. místo (8. červen 2009). Na okruhu WTA dosud nevyhrála žádný turnaj. Na okruhu ITF zvítězila na třech turnajích ve čtyřhře.
Ve Francii žije od tří let.

## Finálové účasti na turnajích WTA (0)
Žádného finále na WTA se neúčastnila.

## Vítězství na okruhu ITF (3)

### Dvouhra (0)
Žádnou dvouhru na okruhu ITF nevyhrála.

### Čtyřhra (3)
| Č. | Datum           | Turnaj         | Dotace   | Povrch     | Partnerka          | Soupeřky ve finále                    | Výsledek       |
| 1. | 1. únor, 2009   | Grenoble       | 10 000 $ | tvrdý (h)  | Virginie Pichetová | Marija Kondratěvová Sophie Lefèvreová | 6-3, 6-3       |
| 2. | 18. duben, 2009 | Tessenderlo    | 25 000 $ | antuka (h) | Virginie Pichetová | Stefania Boffová Darija Juraková      | 7-5, 6-3       |
| 3. | 18. říjen, 2009 | Joué-lès-Tours | 50 000 $ | tvrdý (h)  | Selima Sfarová     | S. Cohenová-Alorová Aurélie Vedyová   | 4-6, 6-0, 10-8 |

## Postavení na žebříčku WTA na konci sezóny

### Dvouhra
| Rok    | 2003 | 2004   | 2005   | 2006   | 2007   | 2008   | 2009   |
| Pořadí | 408. | ▲ 313. | ▼ 328. | ▲ 151. | ▲ 149. | ▼ 228. | ▲ 175. |

### Čtyřhra
| Rok    | 2003 | 2004 | 2005   | 2006   | 2007   | 2008   | 2009   |
| Pořadí | 788. | ▼x   | ▲ 503. | ▲ 496. | ▼ 517. | ▲ 224. | ▲ 209. |